# Кълъмбъс (окръг, Северна Каролина)
Вижте пояснителната страница за други значения на Кълъмбъс.
Окръг Кълъмбъс (на английски: Columbus County) е окръг в щата Северна Каролина, Съединени американски щати. Площта му е 2471 km², а населението – 56 505 души (2016). Административен център е град Уайтвил.